# Опришки

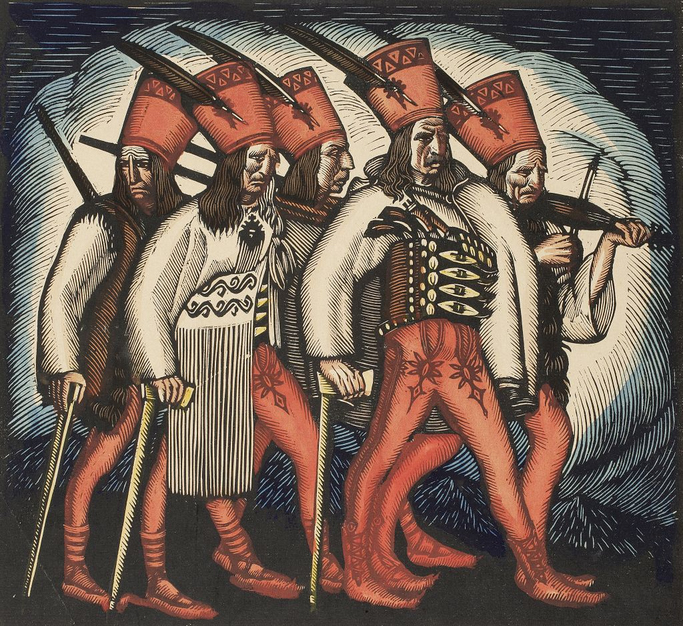
Марш опришков. Владислав Скочиляс. Гравюра

Опри́шки (укр. опришки, пол. zbójnicy) — народное повстанческое движение (по меркам правительства разбойничество), существовавшее с XV по XIX века в Галиции, Подгалье, Прикарпатье, Надсанье, Буковине и Покутье.
Опришничество было направлено против крепостного права и произвола мелких и крупных феодалов. Опришками становились преимущественно крестьяне («холопы»), бравшиеся за оружие, чтобы избавиться от притеснений феодалов и арендаторов, данного социального и политического строя. Применяя тактику партизанской войны, они действовали небольшими группами в Прикарпатье, в Галиции, на Буковине и в Закарпатье. В состав групп опришков входили представители разных народов, но в большинстве своём это были русины, румыны, словаки, венгры и поляки.
Опришки формировали группы по несколько десятков человек. С гор, где они прятались, опришки храбро совершали набеги на поместья, грабили и сжигали их вместе с документами на землю и крестьянскими долговыми расписками. Наибольшего подъёма движение опришков достигло в 1738—1759 годах, когда карпатские опришки начали координировать свои действия с гайдамацким движением. Известными вожаками (гарнасами) опришков были Олекса Довбуш, Андрей Савка, Пынтя Храбрый, Василий Баюрак, Василь Баюс и Василь Чепец. В конце столетия гуцулы пели песни про Добощука, Марусяка, Джемеджука и других местных знаменитых опришков, сохранялась память о местах их жительства, об их вооружении, указывали на Добашеву хату, Добашеву криницу. В народных песнях с большим сочувствием относились к опришкам, как к врагам ляхов-помещиков.

## История

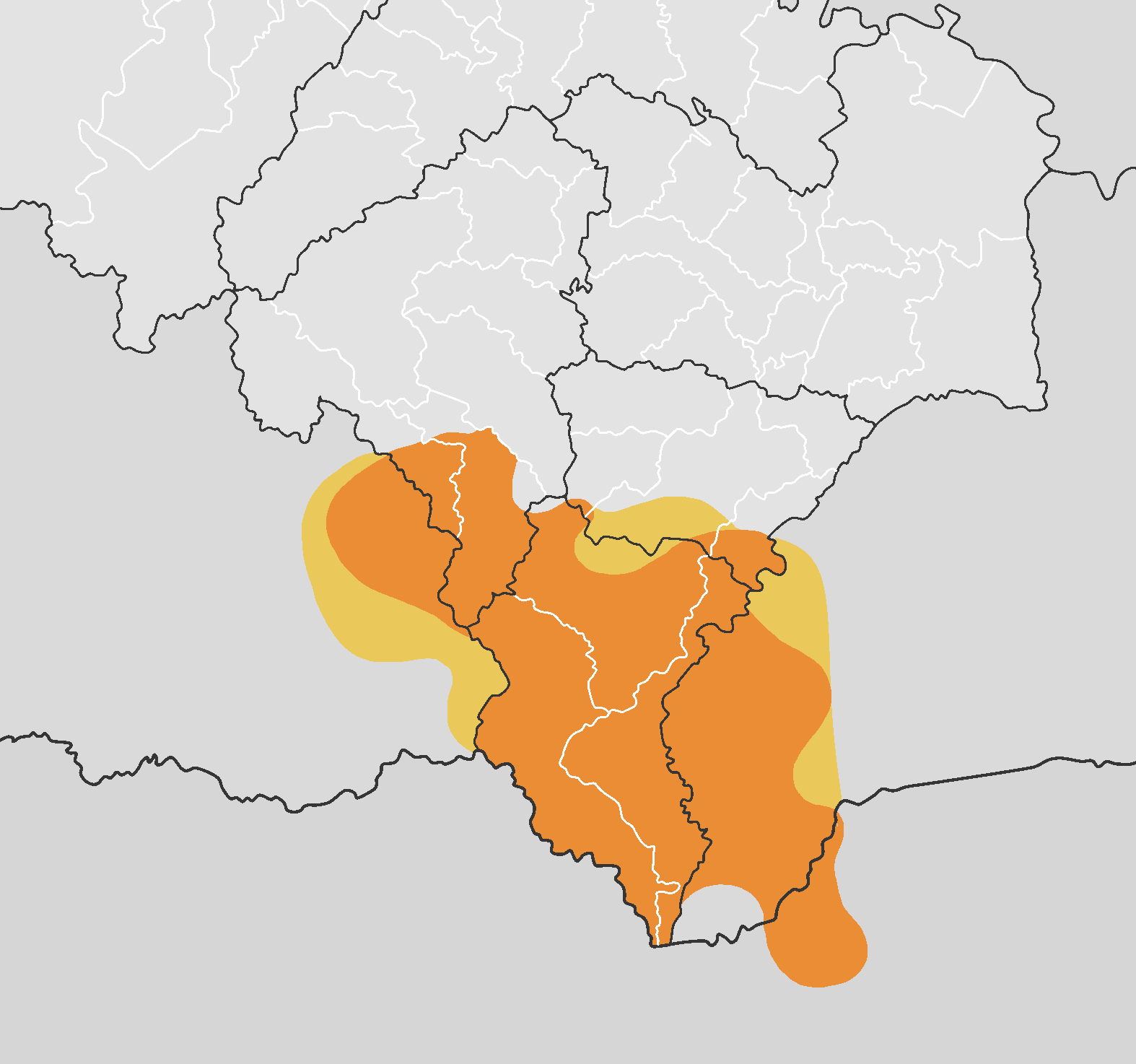
Район преимущественной деятельности опришков

### Возникновение движения
Впервые опришки упоминаются в документах 1498 года. В связи с усилением феодально-крепостнической эксплуатации и религиозно-национального гнёта движение опришков сначала развернулось в Прикарпатье, позднее охватило Закарпатье и Буковину. Опорной базой опришков были преимущественно Карпатские горы.
Из городов и сёл Галиции, Закарпатья и Буковины в горы убегали разорённые и обманутые крестьяне (овчары, кладовщики, огородники, панские слуги) и бедные мещане. Польские, молдавские и венгерские крестьяне тоже иногда создавали отряды опришков. Они нападали на помещиков, арендаторов, ростовщиков, корчмарей, громили замки, панские дворы, аренды и имения венгерских феодалов и польской шляхты.

### Распространение
Действовали опришки, как правило, с ранней весны до поздней осени небольшими отрядами. Партизанская тактика неожиданных ударов и засад, конспирация, маскировка, глубокое сочувствие и полная поддержка со стороны крестьянства, которое снабжало их оружием и едой, давали возможность опришкам вести успешную борьбу против угнетателей.
В XVI—XVII веках оружием опришков были арбалеты, копья, вилы и топоры. Позднее, в XVIII—XIX столетиях, им стали ружья, пистолеты, ножи, рогатины. Символом боевой доблести опришков был традиционный гуцульский топорик-бартка, на котором они присягали, когда вступали в отряд. В середине XVI века отряды опришков действовали в Покутье (Коломыйский уезд), а также в Саноцкой и Перемышльской землях. Уже во второй половине XVI века движение опришков охватило Западное Прикарпатье, Галицко-Венгерское пограничье, околицы Язловца, Жидачева и район Каменца-Подольского. В то время известными предводителями опришков были Марк Гатала, Иванча, братья Гриць, Пётр Чумак и другие.

### Первая половина XVII века
В первой половине XVII века в Покутье успешно действовал буковинский предводитель Г. Кардаш. Возглавляемые им опришки в 1621 году овладели крепостью Пнив. В 1630—1640-х годах в Западном Прикарпатье прославились в борьбе против польской шляхты Санько, С. Солинка, В. Чепец, В. Баюс и другие вожаки. Успешные выступления опришков произошли во время национально-освободительного восстания Богдана Хмельницкого 1648-1654 годов. Опришки тогда овладели королевскими замками в Новотанеце (1648 г.) и Саноке (1648 г.). Возглавляемые В. Симашкой, О. Шичиком и другими предводителями, опришки действовали поблизости от городов Яслинского и Дукли. Они принимали участие в восстании 1648 года, под предводительством Игната Высочана и его сына Семёна.
В 1649—1654 годах опришки удачно выступили на Лемковщине под руководством Санько, Андрея Савки, Василя Баюса и других вождей (гарнасов). С ними вступил в союз руководитель восставших польских крестьян А.Л. Костка-Наперский. В Подолье опришки захватили города Гусятин и Сатанов. В 1653 году войско Тимоша Хмельницкого в Молдове поддержали 2000 опришков под командованием Гречки из Калюса. В 1654 году руководитель опришков Гречка руководил обороной крепости Буша. Крепость была осаждена польскими войсками, в результате осады город был взят, но защитники крепости взорвали замковые пороховые погреба и погибли вместе с частью нападавших. Эти события украинский драматург Михаил Старицкий положил в основу пьесы «Оборона Буши».

### Вторая половина XVII века — начало XVIII века
Во второй половине XVII века на Покутье и в Прикарпатье движение опришков возглавляли И. Винник (Печеник), Нестор, М. Скребета, братья Лунги, Бордюг и др. В начале XVIII века борьбу против помещиков организовали И. Пискливый, Пынтя Храбрый, В. Солоник, И. Панчишин и др. Наивысшего подъёма движение опришков достигло в 1730—1740-х годах под руководством Олексы Довбуша. После его гибели отряды опришков возглавляли В. Баюрак, И. Бойчук и П. Орфенюк.
Опришки принимали участие в Колиивщине на территории Правобережной Украины. Движение опришков не прекратилось и после захвата феодальной Австрией Галичины (1772 г.) и Буковины (1774 г). В 1780-х годах в Станиславском округе действовали отряды под руководством Д. Богуславца, Я. Фенюка, М. Бабы. На Покутье в конце XVIII века прославился командир П. Гуманюк (Сапрянчук). В течение первой половины XIX века в Галичине, Закарпатье и Буковине действовало более 50 отрядов, предводителями которых были В. Фреюк, М. Бойчук, В. Якимюк, Д. Марусяк, Г. Мосорук, М. Штолюк, И. Вередюк, М. Цыган, И. Волощук, А. Ревизорчук и др.

### Подавление
Изменение социально-политических условий в Галиции, Прикарпатье и на Буковине после 1848 года (в частности, отмена панщины) способствовала постепенному затуханию движения опришков. Активные репрессивные действия австрийского правительства, которое посылало против повстанцев многочисленные военные отряды и карательные группы смоляков, пандуров, жолнеров, гайдуков, горных стрельцов и пушкарей, существенно ослабило движение опришков. Однако полностью его локализовать удалось только во второй половине XIX века. Последним предводителем опришков долгое время считался М. Бордюк, казнённый в Коломые в 1878 году. После его смерти движение опришков стало восприниматься австрийскими властями как подавленное. Они, в частности, не стали возражать против сооружения высокого памятного креста на вершине Довбушевой скалы. Однако уже в XX веке традиции опришков продолжил уроженец села Колочава Никола Шугай, который действовал в Закарпатье в 1918—1921 годах. Некоторые авторы предполагают, что Николу Шугая казнили чехи. В действительности чехи пытались поймать Николу Шугая, но сделать это им не удалось. Он был убит своими бывшими товарищами, желавшими получить обещанное властями вознаграждение за его голову. Но и Никола Шугай не был последним опришком. Таким ныне считается Юрий Кливец — побратим Илька Липея, который действовал вместе с ним в Закарпатье в 1930-х годах. После гибели Илька Липея в 1935 году след Юрия Кливца теряется.
Антифеодальное движение опришков, которое подрывало основы шляхетской Польши и монархической Австрии, было частью антикрепостнической борьбы восточноевропейского крестьянства. Про подвиги опришков сложено множество народных песен, легенд, преданий и сказаний.